# Konstsim vid olympiska sommarspelen 1992
Konstsim vid olympiska sommarspelen 1992 hölls i Barcelona.

## Medaljsummering
| Gren              | Guld                                | Silver                             | Brons                           |
| Solo Detaljer...  | Kristen Babb-Sprague USA            | Ingen                              | Fumiko Okuno Japan              |
| Solo Detaljer...  | Sylvie Fréchette Kanada             | Ingen                              | Fumiko Okuno Japan              |
| Duett Detaljer... | USA Karen Josephson Sarah Josephson | Kanada Penny Vilagos Vicky Vilagos | Japan Fumiko Okuno Aki Takayama |

## Medaljtabell
| Pl. | Nation | Guld | Silver | Brons | Totalt |
| --- | ------ | ---- | ------ | ----- | ------ |
| 1   | USA    | 2    | 0      | 0     | 2      |
| 2   | Kanada | 1    | 1      | 0     | 2      |
| 3   | Japan  | 0    | 0      | 2     | 2      |